# FBXO25
FBXO25 (англ. F-box protein 25) – білок, який кодується однойменним геном, розташованим у людей на 8-й хромосомі. Довжина поліпептидного ланцюга білка становить 367 амінокислот, а молекулярна маса — 43 313.
| 10         |  | 20         |  | 30         |  | 40         |  | 50         |
| ---------- |  | ---------- |  | ---------- |  | ---------- |  | ---------- |
| MPFLGQDWRS |  | PGWSWIKTED |  | GWKRCESCSQ |  | KLERENNRCN |  | ISHSIILNSE |
| DGEIFNNEEH |  | EYASKKRKKD |  | HFRNDTNTQS |  | FYREKWIYVH |  | KESTKERHGY |
| CTLGEAFNRL |  | DFSSAIQDIR |  | RFNYVVKLLQ |  | LIAKSQLTSL |  | SGVAQKNYFN |
| ILDKIVQKVL |  | DDHHNPRLIK |  | DLLQDLSSTL |  | CILIRGVGKS |  | VLVGNINIWI |
| CRLETILAWQ |  | QQLQDLQMTK |  | QVNNGLTLSD |  | LPLHMLNNIL |  | YRFSDGWDII |
| TLGQVTPTLY |  | MLSEDRQLWK |  | KLCQYHFAEK |  | QFCRHLILSE |  | KGHIEWKLMY |
| FALQKHYPAK |  | EQYGDTLHFC |  | RHCSILFWKD |  | YHLALLFKDS |  | GHPCTAADPD |
| SCFTPVSPQH |  | FIDLFKF    |  |            |  |            |  |            |

A: Аланін

C: Цистеїн

D: Аспарагінова кислота

E: Глутамінова кислота

F: Фенілаланін

G: Гліцин

H: Гістидин

I: Ізолейцин

K: Лізин

L: Лейцин

M: Метіонін

N: Аспарагін

P: Пролін

Q: Глутамін

R: Аргінін

S: Серин

T: Треонін

V: Валін

W: Триптофан

Задіяний у таких біологічних процесах, як убіквітинування білків, альтернативний сплайсинг. 
Білок має сайт для зв'язування з молекулою актину. 
Локалізований у ядрі.